# Thomasprocessen
Thomasprosessen er en teknik til afkulning og raffinering (kaldet ferskning eller friskning) af råjern, hvorved der kan fremstilles stål og smedejern. Processen er en videreudvikling af bessemerprocessen, der kan behandle råjern med et stort indhold af fosfor. Dette sker ved tilsætning af omtrent 20% calciumcarbonat. Processen bliver derved basisk. 

## Processen
Processen blev udviklet af Sidney Gilchrist Thomas og patenteret i 1878. Fosforet erstatter siliciummets rolle i forbrændingen af kulstoffet. Man kan ligefrem tilsætte slagge fra pæren til produktet fra højovnen for at øge fosforindholdet. 
Thomaspæren er foret med magnesiasten i modsætning til bessemerpæren, der er foret med stærkt kiselholdig ler. På samme måde som med bessemerprocessen hældes smeltet råjern direkte fra højovnen i pæren, og der blæses luft ind i bunden af denne. 
Først forbrændes kullet i jernet. Derefter iltes fosforet og danner calciumfosfat med kalken. Man udtager løbende prøver under processen, og når de viser, at alt fosfor er forslagget, tilsættes kulstofholdigt jern, såkaldt spejljern for igen at øge kulstofindholdet til det ønskede. Hvis man ønske smedejern, tilsættes evt. i stedet ferromangan. 

## Fordele og ulemper
Foringen af pæren forbruges ret hurtigt og skal fornys, og tabet af jern er større end ved bessemerprocessen. Til gengæld kan jern, der ellers ikke kan benyttes til bessemerprocessen, forædles, og resultatet bliver jern eller stål af meget høj kvalitet. Slaggen kan i øvrigt finde anvendelse som gødning på grund af det store fosforindhold.